# Tocsin
Tocsin is het tweede album van de Duitse band Xmal Deutschland.

## Achtergrond
Het album werd opgenomen in de Livingston Recording Studios in West-Londen in 1984 en geproduceerd door Mick Glossop. Het werd uitgebracht op 25 juni 1984 op het 4AD label. In Engeland behaalde het de eerste plaats in de UK Independant Charts. In de UK Albums Chart behaalde het de 86e plaats.
Het album klinkt iets melodieuzer dan de voorganger Fetisch en keyboards zijn nadrukkelijker aanwezig. De muziek is een mengeling van donkere gothic rock, postpunk en ethereal wave in de stijl van de eerste albums van Cocteau Twins en Siouxsie and the Banshees. Het Germaanse aspect valt op door de Martiale ritmes en de monotone strakke zang van Anja Huwe. Huwe zingt Duitstalig en incidenteel ook Engels. De donkere occulte sfeer van het debuutalbum Fetisch is nog steeds aanwezig en wordt ook benadrukt door de hoesfoto. Het album wordt door velen beschouwd als het beste werk van de groep.

## Groepsleden
- Anja Huwe - zang
- Manuela Rickers - gitaar
- Fiona Sangster - keyboards
- Wolfgang Ellerbrock - basgitaar
- Peter Bellendir - drums

## Productie
- Mick Glossop - productie
- Mick Glossop & Felix Kendall - engineering
- Vaughan Oliver (23 Envelope) - hoesontwerp

## Tracklist
| nummer | titel              | duur |
| ------ | ------------------ | ---- |
| 1      | Mondlicht          | 5:03 |
| 2      | Eiland             | 5:31 |
| 3      | Reigen             | 3:59 |
| 4      | Tag Fur Tag        | 4:51 |
| 5      | Augen Blick        | 3:50 |
| 6      | Begrab Mein Herz   | 3:01 |
| 7      | Nachtschatten      | 3:56 |
| 8      | Xmass in Australia | 3:14 |
| 9      | Derwisch           | 4:32 |

De CD uitvoering bevat 2 bonusnummers:
| nummer | titel               | duur |
| ------ | ------------------- | ---- |
| 10     | Incubus Succubus II | 4:45 |
| 11     | Vito                | 4:26 |